# Ferrara (tỉnh)
Tỉnh Ferrara (Tiếng Ý: Provincia di Ferrara) là một tỉnh ở vùng Emilia-Romagna của Ý. Tỉnh lỵ là thành phố Ferrara.
Tỉnh này có diện tích 2.632 km² và tổng dân số là 349.774 (2005). Có 26 đô thị (danh từ số ít tiếng Ý:comune) ở trong tỉnh này  Lưu trữ ngày 7 tháng 8 năm 2007 tại Wayback Machine, xem Các đô thị tỉnh Ferrara. Tại thời điểm 30 tháng 5 năm 2005, các đô thị chính xếp theo dân số là:
| Đô thị            | Dân số  |
| ----------------- | ------- |
| Ferrara           | 132.536 |
| Cento             | 31.827  |
| Comacchio         | 22.400  |
| Argenta           | 21.987  |
| Copparo           | 17.786  |
| Bondeno           | 15.538  |
| Codigoro          | 12.845  |
| Portomaggiore     | 12.163  |
| Poggio Renatico   | 8.167   |
| Mesola            | 7.320   |
| Vigarano Mainarda | 6.726   |
| Ostellato         | 6.717   |
| Sant'Agostino     | 6.361   |
| Berra             | 5.655   |